# (400296) 2007 TJ119
(400296) 2007 TJ119 es un asteroide perteneciente al cinturón de asteroides, descubierto el 9 de octubre de 2007 por el equipo del Spacewatch desde el Observatorio Nacional de Kitt Peak, Arizona, Estados Unidos.

## Designación y nombre
Designado provisionalmente como 2007 TJ119.

## Características orbitales
2007 TJ119 está situado a una distancia media del Sol de 2,730 ua, pudiendo alejarse hasta 3,077 ua y acercarse hasta 2,384 ua. Su excentricidad es 0,126 y la inclinación orbital 11,39 grados. Emplea 1648,40 días en completar una órbita alrededor del Sol.

## Características físicas
La magnitud absoluta de 2007 TJ119 es 16,6.